# Johan Löfmarck
Carl Johan Löfmarck, född 21 februari 1935, död 14 april 2016, var en svensk målare, grafiker och tecknare. 
Han var son till läkaren Per Wilhelm Löfmarck och Ellen Stenquist och från 1958 gift med Siv Inger Margareta Persson. Löfmarck studerade vid Hovedskous målarskola i Göteborg 1956 och därefter för Torsten Renqvist vid Valands målarskola samt under studieresor till Norge. Han medverkade i Decemberutställningarna på Göteborgs konsthall och i grafikutställningar på Liljevalchs konsthall. Hans konst består av djurmotiv, porträtt och landskap utförda i olja, akvarell, träsnitt, koppargrafik och mosaikarbeten. Vid sidan av sitt eget skapande medarbetade han som tuschtecknare i dagspressen. Löfmarck är representerad vid Moderna museet med ett antal kopparstick.